# Campanha (Minas Gerais)
Campanha é um município brasileiro do Estado de Minas Gerais. De acordo com o censo realizado pelo Instituto Brasileiro de Geografia e Estatística em 2022, sua população naquele ano era de 15 935 habitantes.

## História
Campanha foi criada como freguesia por carta régia de 1752 e por lei estadual nº 2, de 14 de setembro de 1891, subordinado ao município de São João Del Rei. Figurando como vila a partir de 20 de setembro de 1798, recebeu status de cidade em 9 de março de 1840, mudando a denominação para Campanha.

## Padroeiro
Santo Antônio

## Filhos ilustres
- Biografias de campanhenses notórios

## Turismo
Entre as atrações, está o Museu Regional do Sul de Minas. Entretanto, o local é alvo de furtos. Em 1994, a imagem de Nossa Senhora da Piedade, em madeira e vulto quadrangular representando Nossa Senhora e o Cristo mortos, foi furtada juntamente com outras 27 peças, como imagens, oratórios e alfaias.
Também se destaca pelo artesanato, com grande variedades de objetos, principalmente em artigos de decoração, como tapetes e imagens religiosas talhadas em madeira.
Possui grandes belezas naturais como cachoeiras e pousadas no campo. Seu turismo religioso é muito forte. Na cidade se encontra uma das mais antigas catedrais do estado de Minas Gerais, a Catedral de Santo Antônio, tendo sua pedra fundamental colocada em 1787.
Euclides da Cunha escreveu os primeiros capítulos de seu famoso livro Os Sertões em Campanha, onde nasceu um de seus filhos. Em algumas ruas, ainda se preservaram casarões antigos onde muitos desses importantes nomes passaram, nasceram ou residiram. No prédio hoje ocupado pelo Museu Regional do Sul de Minas e pela Biblioteca Municipal da cidade, no ano de 1868, hospedou-se a Princesa Isabel e seu consorte, o Conde d'Eu.

## Feira do Livro da Campanha
A FLIC – Feira do Livro da Campanha é um evento realizado anualmente na cidade desde 2001, que a cada edição procura homenagear personalidades, sobretudo do município, que de alguma forma registraram contribuições para a educação e cultura, de um modo geral.
A ONG Sebo Cultural é uma Associação Civil sem fins lucrativos que iniciou suas atividades em 17 de fevereiro de 2001 no município da Campanha. Reconhecida como de Utilidade Pública Municipal, Lei nº 2670, de 16 de julho de 2008 e de Utilidade Pública Estadual, Lei nº 19.309, de 22 de dezembro de 2010. A FLIC fez parte do Calendário 2012 do Circuito Nacional de Feiras de Livros, MinC/FBN/CBL.